# L'avventuriero della Luisiana
L'avventuriero della Luisiana (The Mississippi Gambler) è un film del 1953 diretto da Rudolph Maté.

## Trama
L'abile giocatore d'azzardo Mark Fallon si imbarca su un battello diretto a New Orleans attraverso il Mississippi. Qui fa la conoscenza di "Kansas" John Polly, anziano giocatore che diventerà poi suo caro amico, e dei fratelli Laurent e Angelique "Leah" Dureau. Laurent, al termine di  una partita a poker, gli paga i debiti di gioco con una pregiata collana della sorella, della quale Mark si innamora. Durante la notte, lui e Polly sono costretti a lasciare il battello per sfuggire all'invidia degli altri giocatori, portando con loro una buona quantità d'oro.
Una volta giunti a New Orleans i due, soprattutto Mark, iniziano a farsi una buona reputazione nell'alta società. In particolare Edmond Dureau, padre di Laurent e Angelique ed ex maestro di scherma, lo prende molto in simpatia, specialmente quando gli rende la collana di Angelique, che era un ricordo di famiglia. Laurent, invece, ne è invidioso e tenta di trasmettere il suo odio anche alla sorella, che invece comincia a ricambiare i sentimenti di Mark.
Durante l'ennesimo viaggio sul fiume, Mark e Polly incontrano Julian Conant, un giocatore che, avendo perso tutti i suoi beni al tavolo, si suicida, lasciando sola la giovane sorella Anne. Mark, sentendosi in colpa, decide di aiutarla facendone la sua pupilla. Innamoratosi di Anne ma respinto, Laurent non reprime più il rancore e sfida apertamente Mark a duello. Nel corso di questi, Dureau anticipa lo sparo al secondo attimo mancando Fallon, che si rifiuta di sparare, e si guadagna così il ripudio del padre, che lo caccia di casa, e dell'intera città. L'unica a scusarlo è la sorella, insieme al suo futuro marito George Elwood, direttore della banca di New Orleans.
La notte prima delle nozze Edmond si reca da Mark, chiedendogli di sposare lui Leah, conscio del fatto che i due sono innamorati, ma questi rifiuta poiché sa che, anche dopo il matrimonio, lei non troverà la tranquillità. Dopo le nozze, Mark decide di partire nuovamente lungo il Mississippi, intento a ricavare molto denaro per la costruzione del casinò progettato da lui e Polly. Frattanto si scopre che Laurent è scomparso, mentre il matrimonio tra George e Leah non procede bene, in quanto i due non sentono di amarsi davvero e, infine, Edmond sfida a duello un uomo che aveva insinuato una relazione fra Mark e la sua pupilla, uscendone ferito gravemente. Durante il viaggio in battello, sale a bordo Laurent consumato dall'alcol e dall'odio, che aggredisce Mark a tradimento intenzionato ad ucciderlo, ma durante la colluttazione si ferisce mortalmente con la sua stessa arma.
Quando Mark ritorna a New Orleans, viene a sapere da Polly delle precarie condizioni di Edmond e va a fargli visita. Di fronte a lui e ad Angelique, racconta della morte di Laurent, promettendo a suo padre di proteggere Leah sempre e comunque. Subito dopo tuttavia, Mark le dichiara che, nonostante il suo amore, non l'avrebbe più cercata.
Un po' di tempo dopo Mark, informato dagli amici che Elwood trasferisce i fondi della banca sul suo conto privato, si reca a casa sua e lo affronta senza tuttavia ottenere nulla, ma Angelique inizia a sospettare, in quanto è stata un'idea del marito trasferire i suoi beni nella banca. A seguito della notizia che sarebbe venuto un ispettore per controllare i conti, George fugge portando con sé tutti i soldi depositati. Mark e Polly si ritrovano completamente al verde, costretti a riprendere la loro vecchia vita sul fiume.
Angelique vende la casa di suo marito, ma è insicura se tornare alla villa di suo padre, che è morto da qualche tempo.
Prima che il battello possa partire, Angelique raggiunge Mark confessando finalmente il suo amore per lui.